# Брянківська міська рада
Брянківська міська́ ра́да — орган місцевого самоврядування у Луганській області. Адміністративний центр — місто обласного значення Брянка.

## Загальні відомості
- Територія ради: 63,54 км²
- Населення ради: 53 690 осіб (станом на 1 листопада 2012 року)
- Територією ради протікає річка Лозова.

## Адміністративний устрій
Міській раді підпорядковані:
- м. Брянка
- смт Глибокий
- Южно-Ломуватська селищна рада
  - смт Южна Ломуватка
  - смт Вергулівка
  - смт Ганнівка
  - смт Ломуватка

## Склад ради
Рада складається з 36 депутатів та голови.
- Голова ради: Моргунов Микола Вікторович
- Секретар ради: Яцишин Анатолій Ілліч

### Керівний склад попередніх скликань
| ПІБ                        | Основні відомості                                                                    | Дата обрання | Дата звільнення |
| -------------------------- | ------------------------------------------------------------------------------------ | ------------ | --------------- |
| Грязев Микола Семенович    | Міський голова, 1947 року народження, член Партії промисловців і підприємців України | 26.03.2006   | 31.10.2010      |
| Моргунов Микола Вікторович | Міський голова, 1972 року народження, освіта вища, член Партії регіонів              | 31.10.2010   |                 |

Примітка: таблиця складена за даними джерела

### Депутати
За результатами місцевих виборів 2010 року депутатами ради стали:

#### За суб'єктами висування
| Суб'єкт висування                         | Кількість обраних депутатів | %    |
| ----------------------------------------- | --------------------------- | ---- |
| Партія регіонів                           | 25                          | 69,4 |
| Комуністична партія України               | 6                           | 16,7 |
| Політична партія «Фронт Змін»             | 3                           | 8,3  |
| Народна партія                            | 1                           | 2,8  |
| Партія промисловців і підприємців України | 1                           | 2,8  |

#### За округами
| № округу                                  | Прізвище, ім'я, по батькові      | Дата визнання обраним | Освіта                    | Партійна приналежність              | Відомості про обраного депутата                                                                              |
| ----------------------------------------- | -------------------------------- | --------------------- | ------------------------- | ----------------------------------- | --- |
| Комуністична партія України               |                                  |                       |                           |                                     | |
| б/м                                       | Сьомка Григорій Михайлович       | 04.11.2010            | Освіта вища               | член Комуністичної партії України   | пенсіонер |
| б/м                                       | Бузанова Валентина Олександрівна | 04.11.2010            | Освіта середня            | член Комуністичної партії України   | загальноосвітня школа № 10 м. Брянка, вчитель                                                                |
| б/м                                       | Криховецький Михайло Дмитрович   | 04.11.2010            | Освіта вища               | член Комуністичної партії України   | пенсіонер |
| б/м                                       | Білоусов Георгій Васильович      | 04.11.2010            | Освіта вища               | член Комуністичної партії України   | міськвиконком, інспектор                                                                                     |
| б/м                                       | Володін Анатолій Анатолійович    | 04.11.2010            | Освіта середня            | член Комуністичної партії України   | ТОВ "ЦЗФ «Криворізька», машиніст конвеєра                                                                    |
| 17                                        | Гацько Олександр Миколайович     | 04.11.2010            | Освіта вища               | член Комуністичної партії України   | шахта «Ломуватська», охоронець                                                                               |
| Народна Партія                            |                                  |                       |                           |                                     | |
| 14                                        | Моргунов Віктор Миколайович      | 04.11.2010            | Освіта вища               | позапартійний                       | Керуючий філією, брянківське відділення ВАТ"Ощадбанк"                                                        |
| Партія промисловців і підприємців України |                                  |                       |                           |                                     | |
| 16                                        | Гудзь Володимир Миколайович      | 04.11.2010            | Освіта вища               | позапартійний                       | приватний підприємець, директор                                                                              |
| Партія регіонів                           |                                  |                       |                           |                                     | |
| б/м                                       | Яцишин Анатолій Ілліч            | 04.11.2010            | Освіта вища               | член Партії регіонів                | Брянківська міська Рада, скретар Брянківської міської ради                                                   |
| б/м                                       | Калашник Ольга Федорівна         | 04.11.2010            | Освіта вища               | член Партії регіонів                | Регіональне відділення Луганського обласного благодійного фонду «Благовіст» в м. Брянка, виконавчий директор |
| б/м                                       | Бронфін Юрій Сергійович          | 04.11.2010            | Освіта вища               | член Партії регіонів                | Брянківська міська рада, заступник міського голови                                                           |
| б/м                                       | Волощенко Сергій Борисович       | 04.11.2010            | Освіта вища               | член Партії регіонів                | Комунальне підприємство редакція газети «Труд горняка», головний редактор                                    |
| б/м                                       | Грязев Микола Семенович          | 04.11.2010            | Освіта вища               | член Партії регіонів                | Брянківська міська рада, міський голова                                                                      |
| б/м                                       | Співак Тетяна Олександрівна      | 04.11.2010            | Освіта вища               | член Партії регіонів                | Брянківський міський центр зайнятості, директор                                                              |
| б/м                                       | Ткаченко Костянтин Володимирович | 04.11.2010            | Освіта вища               | член Партії регіонів                | приватний підприємець                                                                                        |
| б/м                                       | Хейна Сергій Васильович          | 04.11.2010            | Освіта вища               | член Партії регіонів                | ТОВ «Донпромпоставка», директор                                                                              |
| б/м                                       | Лозицька Тетяна Василівна        | 04.11.2010            | Освіта вища               | член Партії регіонів                | вдділ освіти Брянківської міської ради, заступник начальника відділу освіти                                  |
| б/м                                       | Никитенко Антоніна Олександрівна | 04.11.2010            | Освіта середня спеціальна | член Партії регіонів                | Управління житлово-комунального господарства Брянківської міської ради, диспетчер служби 05                  |
| б/м                                       | Лєшукова Тамара Вікторівна       | 04.11.2010            | Освіта вища               | член Партії регіонів                | Комунальне підприємство "Міськпобуткомбінат, директор                                                        |
| 1                                         | Головіна Ірина Федорівна         | 04.11.2010            | Освіта вища               | член Партії регіонів                | Управління житлово-комунального господарства Брянківської міської ради «Служба-05», диспетчер                |
| 3                                         | Федосєєв Денис Михайлович        | 01.10.2012            | Освіта вища               | член Партії регіонів                | Брянківська міська рада, перший заступник міського голови                                                    |
| 4                                         | Герасимова Людмила Миколаївна    | 04.11.2010            | Освіта вища               | член Партії регіонів                | Відділ культури Брянківської міської ради, завідувачка відділу культури                                      |
| 5                                         | Костьєв Ігор Кімович             | 04.11.2010            | Освіта вища               | член Партії регіонів                | Брянківське територіальне медичне об'єднання, головний лікар                                                 |
| 6                                         | Вєтух Сергій Іванович            | 04.11.2010            | Освіта вища               | член Партії регіонів                | приватний підприємець                                                                                        |
| 7                                         | Стиценко Лариса Анатоліївна      | 04.11.2010            | Освіта вища               | член Партії регіонів                | ВАТ «Універсал», головний бухгалтер                                                                          |
| 8                                         | Чайковська Олена Василівна       | 04.11.2010            | Освіта вища               | член Партії регіонів                | Господарче ТОВ «Практик», заступник директора                                                                |
| 9                                         | Токаренко Світлана Миколаївна    | 04.11.2010            | Освіта вища               | член Партії регіонів                | Брянківська міська організація «Червоний хрест», голова                                                      |
| 10                                        | Павлов Сергій Іванович           | 04.11.2010            | Освіта вища               | член Партії регіонів                | приватний підприємець                                                                                        |
| 11                                        | Тодоров Сергій Петрович          | 04.11.2010            | Освіта вища               | член Партії регіонів                | приватний підприємець                                                                                        |
| 12                                        | Іванов Юрій Іванович             | 04.11.2010            | Освіта вища               | член Партії регіонів                | Брянківське відділення Пенсійного фонду України, директор                                                    |
| 13                                        | Серебрянський Олексій Вікторович | 04.11.2010            | Освіта вища               | член Партії регіонів                | Брянківська міська рада, начальник відділу освіти                                                            |
| 15                                        | Венза Сергій Іванович            | 04.11.2010            | Освіта вища               | член Партії регіонів                | Навчально-виховний комплекс № 17, вчитель                                                                    |
| 18                                        | Лещинський Юрій Федорович        | 04.11.2010            | Освіта вища               | позапартійний                       | Відокремлений підрозділ Державне підприємство шахта «Вергулівська», виконувач обов'язків директора           |
| Політична партія «Фронт Змін»             |                                  |                       |                           |                                     | |
| б/м                                       | Скрипник Юрій Олександрович      | 04.11.2010            | Освіта середня            | член Політичної партії «Фронт Змін» | приватний підприємець, директор                                                                              |
| б/м                                       | Волков Антон Миколайович         | 04.11.2010            | Освіта вища               | член Політичної партії «Фронт Змін» | «ООО» Метали та полімери, інженер                                                                            |
| 2                                         | Гузій Сергій Іванович            | 04.11.2010            | Освіта середня            | член Політичної партії «Фронт Змін» | приватний підприємець, директор                                                                              |